# Banawali
Banawali – starożytna osada protomiejska należąca do cywilizacji doliny Indusu, obecnie stanowisko archeologiczne położone w Harianie w północno-zachodnich Indiach, 120 kilometrów na północny wschód od podobnego, jednak nieco większego stanowiska w Kalibanganie.
Banawali, dawniej znane również jako Vanavali, w czasach największego rozkwitu położone było na lewym brzegu wyschniętej obecnie rzeki Saraswati. W porównaniu do Kalibanganu, które było miastem położonym w dolnej części środkowego biegu Saraswati, Banawali zostało zbudowane w górnej jego części.

## Wykopaliska i chronologia
Pierwsze wykopaliska w Banawali przeprowadzono w 1974 roku, a kierował nimi Ravindra Singh Bisht, znany indyjski archeolog. Na podstawie znalezionego materiału archeologicznego wyróżnił on następujące etapy rozwoju miasta
:
- Okres I: przedharappański (kultura kalibangańska)( około 2500-2300 p.n.e.)[1]
  - Okres IA: Faza przedobronna
  - Okres IB: Faza obronna
  - Okres IC: Faza przejściowa (protoharappańska)
- Okres II: właściwa kultura harappańska (około 2300-1700 p.n.e.)[1]
- Okres III: postharappański (kultura Banawali-Bara) (około 1700-1500/1450 p.n.e.)[1]

### Okres I (około 2500-2300 p.n.e.)
Proste domy budowano w oparciu o przygotowany wcześniej plan, z wypalanych w piecu i formowanych cegieł. Ceramikę, składająca się w większości z wazonów i dzbanów dzieli się na dwie grupy różniące się wzornictwem. W szerszym kontekście ceramika odkryta w Banawali okresu I jest bardzo podobna do tego z okresu Kalibangan I.

### Okres II (około 2300-1700 p.n.e.)
Z tego okresu rozwoju miasta pochodzi mur obronny o długości ponad 105 metrów, wysokości 4,5 metra i szerokości 6 metrów. W tym okresie powstało dobrze zaplanowane i ufortyfikowane miasto obronne w stylu harappańskim o wymiarach 200x500 metrów, zbudowane na planie szachownicy. Ufortyfikowane miasto składało się z dwóch sąsiadujących ze sobą dzielnic, z których jedną uważa się za przeznaczoną dla klasy rządzącej, a drugą dla zwykłych mieszkańców.W części przeznaczonej dla zwykłych mieszkańców ulice przecinały się pod kątem prostym, tworząc zwarte bloki zabudowy. Domy, które budowano po obu stronach uliczek, miały ubitą ziemię, ściany tynkowane błotem, izby mieszkalne, kuchnię i toaletę. Posiadały również pomieszczenia magazynowe, podobne do pomieszczeń gospodarczych znalezionych w Kuntasi, innym stanowisku z czasów kultury harappańskiej.

### Okres III (około 1700-1500/1450 p.n.e.)
Okres ten reprezentuje kultura Bara, którą można określić również mianem kultury postharappańskiej lub późnej Harappy.

## Architektura
Archeolodzy z Archeological Survey of India (ASI) przeprowadzili w tym miejscu wykopaliska, ujawniając dobrze zaplanowane miasto-fort z okresu dojrzałej kultury harappańskiej, nakładające się na rozległą osadę proto-miejską z okresu przed Harappa. Znaleziono również mur obronny długości 105 metrów. Domy z ubitą glinianą podłogą były dobrze zaplanowane, z pokojami i toaletami, a budowano je po obu stronach ulic i alejek. W pobliżu południowo-wschodniego obszaru miasta znajdują się schody prowadzące z „dolnego miasta”, zamieszkanego przez zwykłych mieszkańców, do „górnego miasta", a prowadząca wykopaliska ASI uważa je za ważną konstrukcję. Schody „dolnego miasta” znajdują się w pobliżu budowli wyglądającej na bastion.

### Domy
W wielopokojowym domu z kuchnią i toaletą znaleziono kilka pieczęci i ciężarków, co wskazuje, że właścicielem domu mógł być kupiec. W nieco większym domu odkryto dużą liczbę złotych koralików, lapis lazuli, karneolu, małych ciężarków i kamień przypominający kamień probierczy z drobinkami złota, co wskazuje, że dom należał do jubilera lub twórcy ozdób. W kilku domach w Banawali znajdują się dowody na istnienie ołtarzy ogniowych, które były również powiązane ze strukturami absydalnymi, co wskazuje na cele rytualne.

## Znaleziska
Na stanowisku znaleziono liczne dzbany, naczynia do gotowania, piece, gliniane garnki, talerze. Malowane motywy obejmują pawie, liście figowe, drzewa, jelenie, gwiazdy, ryby, kwiaty, przecinające się okręgi, wzory szachownicy, wzory plastra miodu. Odkryto liczne harappańskie pieczęcie z wizerunkami nosorożca, dzikiej kozy, koziorożca, jednorożca, zwierzęcia przypominającego tygrysa. Wykorzystywane materiały to, oprócz gliny, także złoto, miedź, brąz, lapis lazuli. Biżuteria obejmuje między innymi złote koraliki czy bransolety z muszli, karneolu itp. Znaleziona ceramika jest typowa dla kultury harappańskiej, ponadto jest niezwykle podobna do ceramiki odkrytej w Kalibanganie.

## Znaczenie
Wśród dwóch najważniejszych znalezisk z lat 1987-88 znajdują się:
- Polerowana szara ceramika ozdobiona dwoma motywami bukraniońskimi, która mniej więcej przypomina podobne głowy bydła występujące w malowidłach na naczyniach z czasów przedharappańskich z Kot Diji czy Kalibanganu.
- Figurka z niewypalonej gliny, która ma głębokie, krzyżowe nacięcia na grzbiecie i jednej stronie szyi, nadając jej wygląd konia, ponieważ pierwsze może sugerować siodło, a drugie grzywę.[7]

## Upadek
Upadek życia miejskiego w Banawali, Kalibanganie i innych podobnych ośrodkach wydaje się być nagły. Za możliwą przyczynę uznaje się wyschnięcie rzeki Saraswati.

## Inne obserwacje
Wczesne cegły wykorzystywane w Banawali miały stosunek długości boków taki sam jak te z Kalibanganu, czyli 3:2:1, jednak późniejsze cegły miały już stosunek 4:2:1. Znaleziono jeden ciężarek, który ważył 87,855 grama, czyli około 100 razy więcej niż 0,857 grama, co było podstawową jednostką wagi (ówczesny odpowiednik grama). Mur otaczający miasto prawdopodobnie mógł być narażony na powodzie rzeki Saraswati, i zawalił się prawdopodobnie z powodu uszkodzeń spowodowanych przez wodę. Muszle morskie znalezione w Banawali, Harappie czy Kalibanganie, które położone są daleko od brzegu morza wskazują na rozwinięty handel wewnętrzny między regionami we wczesnym okresie Indusu. Pieczęcie znaleziono tylko w dolnym mieście, a nie w cytadeli (górnym mieście); znaleziono również kilka małych kamiennych ciężarków i model pługa z terakoty. W tym mieście, a także w Mohendżo Daro i Harappie znaleziono dużą liczbę figurek przedstawiających kobiety. Znaleziono kamień probierczy ze złotymi smugami, który prawdopodobnie był używany do badania czystości złota (technika nadal stosowana w tym regionie).